# سان‌ویو
سان‌ویو (انگلیسی: Sounwave) تهیه‌کننده موسیقی اهل ایالات متحده آمریکا است. وی از سال ۲۰۰۵ میلادی تاکنون مشغول فعالیت بوده‌است.